# Djulevo
Djulevo (bulgariska: Дюлево) är ett distrikt i Bulgarien.   Det ligger i kommunen Obsjtina Sredets och regionen Burgas, i den östra delen av landet, 300 km öster om huvudstaden Sofia.
Trakten runt Djulevo består till största delen av jordbruksmark. Runt Djulevo är det glesbefolkat, med 14 invånare per kvadratkilometer.